# Live from London (Duran Duran)
Live from London è un DVD live della band inglese Duran Duran.
Pubblicato nell'ottobre del 2005, il video documenta i due concerti tenuti nell'aprile 2004 alla Wembley Arena di Londra durante il tour della riunione dei 5 membri originali della band.
Oltre al DVD è incluso nell'edizione deluxe un CD con 10 canzoni tratte dal concerto.

## Tracce

### DVD
1. (Reach Up for The) Sunrise
2. Hungry Like the Wolf
3. Is There Something I Should Know?
4. Union of the Snake
5. Come Undone
6. A View to a Kill
7. What Happens Tomorrow
8. The Chauffeur
9. Planet Earth
10. I Don't Want Your Love
11. New Religion
12. Ordinary World
13. Night Boat
14. Save a Prayer
15. Notorious
16. The Reflex
17. Careless Memories
18. The Wild Boys
19. Girls on Film
20. Rio

### CD (Edizione Deluxe)
1. (Reach Up For The) Sunrise
2. Hungry Like The Wolf
3. Planet Earth
4. Ordinary World
5. Save A Prayer
6. Notorious
7. Careless Memories
8. Wild Boys
9. Girls On Film
10. Rio

## Musicisti

### Duran Duran
- Simon Le Bon - voce principale, chitarra ritmica (Save A Prayer)
- Andy Taylor - chitarra principale, cori
- John Taylor - basso, cori
- Nick Rhodes - tastiere, cori
- Roger Taylor - batteria

### Aggiuntivi
- Andy Hamilton - sassofono
- Sara Brown  - cori, seconda voce (Come Undone)